# جو برينان
جو برينان (بالإنجليزية: Joe Brennan)‏ هو لاعب قذف أيرلندي، ولد في 18 أبريل 1990 في Ballyragget ‏ في جمهورية أيرلندا.